# Казарян, Даниел Авакович
Даниел (Даниель) Авакович Казарян (арм. Դանիել Ղազարյան; 17 мая 1883, Шуша, Елизаветпольская губерния, Российская империя — 14 декабря 1958, Ереван, Армянская ССР) — армянский советский композитор, музыкальный педагог. Заслуженный деятель искусств Армянской ССР (1945). Заслуженный учитель Армянской ССР (1944).

## Биография
Родился в семье учителя музыки в Шушинской епархиальной школе.
В 1911 году окончил Тифлисское музыкальное училище, продолжил учёбу в Тифлисской консерватории по классу теории у Н. Д. Николаева, Н. Н. Черепнина и Ф. А. Гартмана.
С 1907 года занимался музыкально-педагогической деятельностью. В 1907—1916 годах преподавал музыку в начальных школах Тифлиса, Кагызмана и Ново-Баязета.
В 1922—1924 годах — преподаватель теоретических предметов и директор основанной им музыкальной студий в Батуми.
В 1924—1933 годах — директор основанной им музыкальной студий в Ленинакане.
В 1933—1955 годах — директор детской капеллы Ереванского Дворца пионеров.

## Творчество
Автор музыкальных сочинений
Музыкальные драмы
- «Сос и Вардитер» (1917, Тифлис),
- «Гикор» (1934, Ереван, театр Дома учителя),
- «Лалвари Ворс» («Охота на Лалваре») (1955, Ереван),

Музыкальные сцены для детей
- «Побежденный ястреб» (Тифлис, 1917)
- «Волк» (1930)
- «Мальчик-бездельник»
- «Свадьба кукол»

Для хора и симфонического оркестра
- Милая Армения (1954)
- Песня пионеров (1954)
- Ленин (сл. Н. Зарьяна, 1953)

Для симфонического оркестра
- Восточная серенада (1926)
- Эскизы (1927)

Для духового оркестра
- марши
  - Октябрь (1934)
  - Айастан (1942)

Для голоса и оркестра народных инструментов
- Песня о хлопке (сл. нар., 1951)
- Гюлизар, Погубили меня

Для хора без сопровождения
- песни (50), в том числе
  - Приятный ветерок (сл. нар., 1914)
  - Песня Советской Армии (сл. А. Сармена, 1944)
  - Богатый урожай (сл. О. Шираза, 1953)

Для голоса и фортепиано
- романсы на сл. А. Исаакяна, Г. Григорьяна, О. Шираза и др.
- песни
- обработка народных песен.